# Philhygra angusticauda
Philhygra angusticauda är en skalbaggsart som först beskrevs av Max Bernhauer 1909.  Philhygra angusticauda ingår i släktet Philhygra och familjen kortvingar. Inga underarter finns listade i Catalogue of Life.